# هیکارو اوساوا
هیکارو اوساوا (انگلیسی: Hikaru Ohsawa؛ زادهٔ ۹ مارس ۱۹۹۵) بازیگر اهل ژاپن است. وی بین سال‌های ۲۰۱۰ تا ۲۰۱۹ میلادی فعالیت می‌کرد.